# Fakty (TVN)

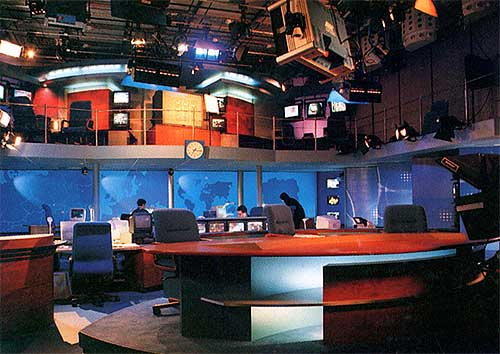
Pierwsze studio Faktów (1997)

Fakty - polski program informacyjny telewizji TVN nadawany od 3 października 1997 codziennie o godz. 19:00 (do 1 maja 1998 o godz.19:30) na kanałach TVN i TVN24 BiS.
Program można również oglądać w Internecie od marca 2007 początkowo na portalu internetowym TVN24.pl, następnie za pośrednictwem serwisu Player.pl i razem z prognozą pogody od 15 czerwca 2012 na oficjalnej stronie internetowej programu fakty.tvn24.pl.
Według stanu na rok 2022 Fakty są najchętniej oglądanym programem informacyjnym w Polsce ze średnią widownią wynoszącą 2,66 mln osób.

## Opis programu
Fakty to 26-minutowy program informacyjny, realizowany przez zespół dziennikarzy TVN i TVN24. Informacje prezentowane są w formie krótkich (kilkuminutowych) materiałów, zakończonych stand-upami lub jako kilkudziesięciosekundowe, skrótowe opisy wydarzeń. Program zawiera informacje społeczne, polityczne i kulturalne – informacje sportowe i prognozę pogody wyodrębniono do osobnych bloków, nadawanych po głównym programie (1 lipca 2024 sport i pogodę przesunięto przed główne wydanie „Faktów”, jednak 29 marca 2025 powrócono do prezentowania informacji sportowych i prognozy pogody po głównym wydaniu). Program ogląda średnio 3,5 miliona widzów (styczeń 2016).
Redakcja programu znajduje się w Warszawie, oddziały terenowe mieszczą się, między innymi, w Krakowie, Łodzi, Katowicach, Białymstoku, Gdańsku, Szczecinie, Toruniu, Wrocławiu i Poznaniu. Program dysponuje również korespondentami zagranicznymi (Waszyngton, Londyn, Bruksela).
Program reklamowany był hasłem: Liczą się tylko Fakty. Dodatkowo osobne hasło miało także wydanie popołudniowe: Czas ma znaczenie – Fakty 16:00. Od czerwca 2007 do 16 marca 2020 Fakty popołudniowe nie były emitowane na kanale TVN. 4 stycznia 2010 wróciły pod nazwą Fakty po południu i są emitowane od poniedziałku do piątku o 16:00 w TVN24, a od 16 marca 2020 do 11 września 2020 w związku z pandemią choroby COVID-19 także w głównym kanale TVN.

## Autorzy programu

### Prezenterzy

#### Obecnie[9]
- Anita Werner (od 2003)
- Grzegorz Kajdanowicz (od 2004)
- Piotr Marciniak (od 2005)
- Diana Rudnik (od 2017)
- Piotr Kraśko (od 2020)

#### Dawniej
- Tomasz Lis (1997-2004)
- Grzegorz Miecugow (1997-1999)
- Tomasz Sianecki (1998–2000)
- Joanna Rusak-Rdzeniewska (1997-2000)
- Roman Młodkowski (1998-2001)
- Mirosław Rogalski (1997-2001)
- Anna Jędrzejowska (2003-2004)
- Marcin Pawłowski (1997–2004)
- Bogdan Rymanowski (2003–2006)
- Patrycja Redo-Łabędziewska (1997–2007)
- Beata Tadla (2007–2012)
- Kamil Durczok (2006–2015)
- Justyna Pochanke (2003–2020)[10]

### Reporterzy[9]

#### Krajowi
- Paweł Abramowicz
- Jan Błaszkowski (Gdańsk)
- Katarzyna Górniak
- Renata Kijowska (Kraków)
- Maciej Knapik
- Katarzyna Kolenda-Zaleska
- Jarosław Kostkowski (Poznań)
- Dariusz Łapiński
- Magda Łucyan
- Maciej Mazur
- Marek Nowicki
- Adrianna Otręba
- Jakub Sobieniowski
- Paweł Szot (Katowice)
- Jacek Tacik
- Michał Tracz
- Arleta Zalewska
- Marzanna Zielińska (Łódź)

#### Zagraniczni
- Wojciech Bojanowski
- Anna Czerwińska
- Cezary Grochot
- Katarzyna Sławińska
- Monika Krajewska
- Marcin Wrona (Waszyngton)
- Maciej Woroch (Londyn)
- Andrzej Zaucha
- Maciej Sokołowski (Bruksela, reporter TVN24 BiS)

## Dodatkowe serwisy

### Sport
W latach 2013–2023 serwis sportowy przygotowywany był przez redakcję sportową nc+ (później Canal+ Sport). W lutym 2023 przygotowanie serwisu przejęła redakcja Eurosport.

#### Obecnie
- Piotr Karpiński (od 1999)
- Paweł Kuwik (od 2023)
- Sebastian Szczęsny (od 2023)
- Rafał Sak (od 2023)
- Marcelina Rutkowska-Konikiewicz (od 2023)
- Justyna Kostyra (od 2024)[12]

#### Dawniej
- Grzegorz Mędrzejewski (1999–2001)
- Rafał Patyra (1999–2002)
- Paweł Sikora (2001–2002)
- Maciej Dowbor (2001–2003)
- Maciej Jabłoński (1998–2003)
- Klaudia Carlos (1997–2011)
- Sergiusz Ryczel (2002–2020)
- Piotr Salak (1997–2023)
- Marcin Majewski (1997–2023)
- Wojciech Zawioła (2000–2023)
- Krzysztof Marciniak (2020–2023)
- Mateusz Kędzierski (2022–2023)

### Pogoda

#### Obecnie
- Tomasz Zubilewicz (od 03.10.1997)
- Maja Popielarska (od 1999)
- Tomasz Wasilewski (od 2001)
- Omenaa Mensah (od 2005)
- Dorota Gardias (od 2007)
- Anna Dec (od 2015)
- Magda Adamowicz (od 2022)

#### Dawniej
- Katarzyna Trzaskalska (05.10.1997–31.03.2001)
- Marzena Sienkiewicz (13.10.1997–16.12.2004)
- Agnieszka Górniakowska (18.09.1999–2008)
- Maciej Dolega (17.05.2013–12.02.2021)[13]
- Agnieszka Cegielska (2005-2024)[14]

## Historia

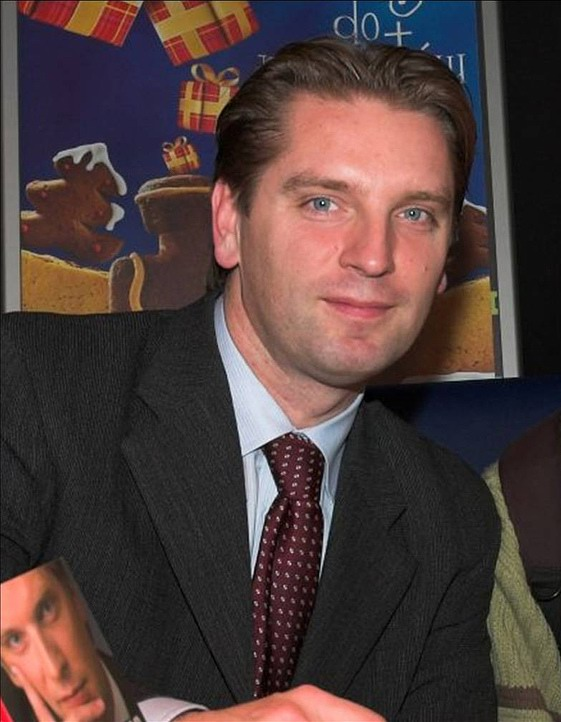
Tomasz Lis – współtwórca i główny prezenter „Faktów” w latach 1997–2004

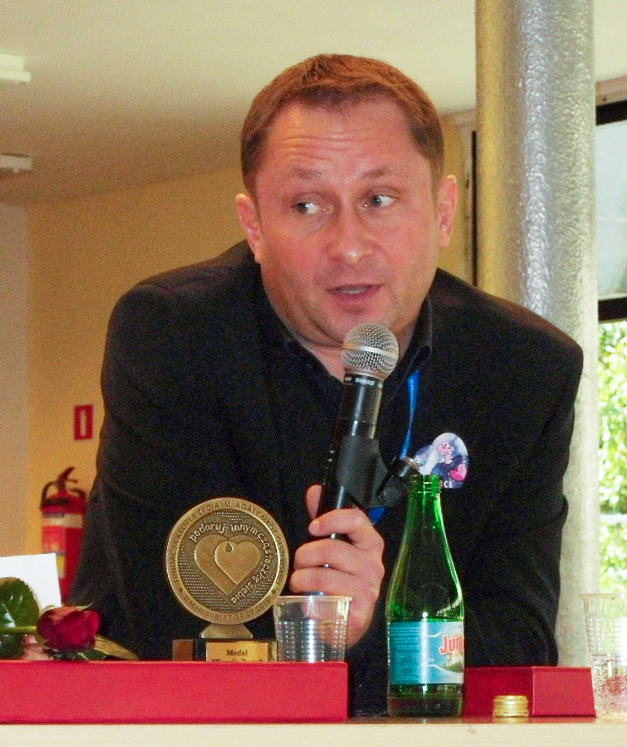
Kamil Durczok – główny prezenter i redaktor naczelny „Faktów” w latach 2006–2015

Pierwsze wydanie programu ukazało się 3 października 1997. Współtwórcami – i pierwszymi prowadzącymi programu – byli Tomasz Lis i Grzegorz Miecugow. Od 1 maja 2006 redaktorem naczelnym był Kamil Durczok. Od 2015 do 2019 roku programem kierował Adam Pieczyński. 2 marca 2009 rozpoczęto emisję „Faktów” w formacie 16:9 na antenie TVN HD. Od 3 października 2012 roku Fakty nadawane są ze studia telewizyjnego przystosowanego do emisji w standardzie HD. Od 21 grudnia 2019 redaktorem naczelnym jest Michał Samul.
Początkowo program miał zarówno wydanie ogólnopolskie, jak i regionalne – Fakty Północ (z Gdańska), Fakty Południe (z Krakowa), Fakty Warszawa i Fakty Łódź. Z czasem wydania regionalne sukcesywnie likwidowano. Na początku nadawania główne wydanie trwało około 15 minut, później program był dłuższy i około 2000 trwał około 20 minut. Od 5 marca 2001 Fakty w dni powszednie trwają około 27 minut, zaś w weekendy około 21 minut. Pierwsza redakcja programu informacyjnego TVN mieściła się nie w głównej siedzibie przy ulicy Wiertniczej, a w wynajętej przez stację willi, przy ulicy Wiertniczej 15.
Fakty były pierwszym programem informacyjnym nadawanym równolegle z Wiadomościami TVP o 19:30. Choć w obliczu przytłaczającej przewagi w oglądalności telewizji publicznej 2 maja 1998 przesunięto Fakty na godzinę 19:00, wkrótce ich oglądalność zaczęła stabilnie i szybko rosnąć. W pierwszych miesiącach nadawania telewizji TVN od poniedziałku do piątku emitowano też kilka wydań Faktów w ciągu dnia, a także wydanie południowe w soboty i niedziele.
Program jest również retransmitowany na międzynarodowym kanale iTVN oraz w TVN24 BiS. Na początku lipca 2015 roku zrezygnowano z równoległej transmisji na kanale TVN24. Zespół Faktów przeszedł formalnie do TVN24, zachowując jednak odrębność organizacyjną.
Twórcy programu, Tomasz Lis i Grzegorz Miecugow, rozstali się z redakcją. Miecugow odszedł po konflikcie z Lisem, podczas gdy Lis został zwolniony przez TVN 10 lutego 2004 pod zarzutem niedotrzymania warunków umowy po publikacji w jednej z gazet sondażu „prezydenckiego” z jego udziałem. Telewizja uznała, że Lis powinien się ostatecznie zdecydować, czy zamierza startować w wyborach prezydenckich. Według TVN dziennikarz nie chciał złożyć takiej deklaracji. Miecugow, który zmarł 26 sierpnia 2017, do końca życia był publicystą, prowadzącym kilka programów (m.in. Szkło kontaktowe) i zastępcą dyrektora programowego TVN24. Tomasz Lis był członkiem zarządu Polsatu i gospodarzem programu Co z Polską?, do 2016 w TVP2 prowadził program Tomasz Lis na żywo.
Godzina emisji Faktów popołudniowych, istniejących od września 2000, często się zmieniała – początkowo była to 16:30, następnie 16:10, 16:00, 16:45 i ponownie 16:00. Ostatnie wydanie Faktów popołudniowych nadano w TVN w czerwcu 2007 roku. Program nie znalazł się w jesiennej ramówce TVN. Od 4 stycznia 2010 wznowiono emisję Faktów po południu na antenie TVN24 o 16:00. Od 16 marca do 11 września 2020 roku, w związku z epidemią koronawirusa, pierwsza część tego wydania (od 16:00 do 17:00) ponownie była emitowana w TVN.
Od początku istnienia stacji do końca czerwca 2004 emitowano również Fakty wieczorne ok. godziny 23:00. We wrześniu 2003 zmieniła się ich formuła. Odtąd dodatkowym elementem Faktów wieczornych, nadawanych już ze studia TVN24, była rozmowa z gościem i przegląd prasy. Nie przyniosło to jednak poprawy oglądalności i program po raz ostatni nadano w czerwcu 2004.
Podczas ważnych wydarzeń Fakty nadawano spoza studia. Fakty prowadzone były, między innymi, z Berlina, Rzymu, Waszyngtonu, Bagdadu, Nowego Jorku, a także z Wadowic.

### Kalendarium
- 3 października 1997 o 19:30 wyemitowano pierwsze wydanie Faktów, prowadzone przez Tomasza Lisa.
- 2 maja 1998 – przesunięcie pory emisji Faktów z 19:30 na 19:00.
- 23 czerwca 2001 nastąpiła pierwsza zmiana oprawy graficznej.
- 31 sierpnia 2003 po raz ostatni Fakty poprowadziła wieloletnia gospodyni programu, Iwona Radziszewska, która została potem szefem TVN Style.
- 10 lutego 2004 z TVN odszedł pierwszy polski anchor, twórca i prezenter Faktów, Tomasz Lis. Oficjalnie został zwolniony za złamanie warunków umowy. Według TVN nie chciał zaprzeczyć udziałowi w wyborach prezydenckich.
- 25 czerwca 2004 po raz ostatni wyemitowano Fakty wieczorne.
- 6 września 2004 roku nastąpiła metamorfoza Faktów. Zmieniła się oprawa graficzna i muzyczna oraz studio. Nowe studio kosztowało ponad 5 mln euro i jest wspólnym newsroomem Faktów i TVN24. Spore zmiany dotknęły również zespołu prezenterów. Prezenterami Faktów o 19:00 zostali dotychczasowi dziennikarze wieczornego wydania programu, Justyna Pochanke i Grzegorz Kajdanowicz. Do popołudniowego wydania Faktów przesunięta została Anita Werner. Wtedy także wydanie popołudniowe zostało przesunięte z 16:00 na 16:45. Od tego czasu Fakty nie są oznaczane w ramówce jako TVN Fakty, a jako po prostu Fakty.
- 20 listopada 2004 zmarł Marcin Pawłowski. Z Faktami związany był od początku istnienia. Prowadził główne i wieczorne wydania programu, był też reporterem. Latem 2002 podczas pobytu w Iraku w roli korespondenta TVN zachorował na raka. Ostatni raz program poprowadził 10 września 2004.
- 8 kwietnia 2005 po zakończeniu transmisji pogrzebu papieża Jana Pawła II krótkie, prawie sześciominutowe wydanie Faktów osiągnęło rekord oglądalności. Według instytutu badań opinii społecznej TNS OBOP oglądało je 6,9 mln widzów.
- 5 września 2005 zmieniła się formuła Faktów popołudniowych. Prowadzone są na stojąco sprzed ekranu tylnoprojekcyjnego, tak jak w głównym wydaniu programu pojawiły się ozdobniki. Na koniec każdego wydania prezentowana jest prognoza pogody.
- 10 grudnia 2005 Fakty kadrowano inaczej, niż zwykle, pojawiły się nowe loty kamerowe oraz inne ozdobniki. Już dzień później wszystko powróciło jednak do normy, wydanie z 10 grudnia było zapowiedzią zmian w wyglądzie głównego wydania Faktów.
- 3 lutego 2006 umowę z TVN podpisał najpopularniejszy według licznych badań opinii publicznej dziennikarz w Polsce, Kamil Durczok. Od maja 2006 był redaktorem naczelnym Faktów i prezenterem głównych wydań programu.
- 3 marca 2006 wieloletni gospodarz Faktów, Bogdan Rymanowski po raz ostatni poprowadził program.
- 6 marca 2006 po raz kolejny zmianie uległa godzina emisji popołudniowych Faktów na godzinę 16:00.
- 30 kwietnia 2006 oprawa graficzna uległa niedużej zmianie.
- 1 maja 2006 po raz pierwszy Fakty poprowadził Kamil Durczok, od 1 maja główne wydanie programu nie jest już nadawane w TVN24, gdzie pojawił się zamiast Faktów magazyn Fakty, ludzie, pieniądze. Oprawa graficzna i muzyczna Faktów przeszła odświeżenie, pojawiły się nowe ujęcia i urozmaicenia.
- 19 marca 2007 wraz z portalem TVN24.pl pojawiła się strona fakty.tvn.pl, w tym rozpoczęcie emisji programu w Internecie[2].
- 22 czerwca 2007 po raz ostatni ukazały się Fakty popołudniowe.
- 29 września 2007 wrócono do prowadzenia weekendowych Faktów przez duety. Do programu powróciła Anita Werner. Nową prowadzącą została również Beata Tadla.
- 5 maja 2008 zadebiutował program Fakty po Faktach, emitowany w dni powszednie po Faktach o 19:25 w TVN24.
- 27 września 2008 – zmiana czołówki.
- 13 października 2008 pierwsza emisja Faktów w anamorficznym formacie 16:9 na antenie TVN HD. 14 października powrócono do emisji w formacie 4:3.
- 2 marca 2009 rozpoczęto stałą emisję Faktów w formacie anamorficznym 16:9 na TVN-ie w jakości HD. W tym samym dniu zmieniono także format emisji TVN24, a tym samym programu Fakty po Faktach.
- 4 października 2009 roku Kamil Durczok podczas przygotowania do programu wspomniał o „Rurku” i „up********** stole”.
- 4 stycznia 2010 zadebiutował program Fakty po południu, emitowany jest codziennie o godzinie 16:00 na antenie TVN24. Prowadzącymi są Piotr Marciniak, Diana Rudnik oraz prezenterzy Dnia na żywo w TVN24.
- 9 stycznia 2010 Fakty po Faktach również w weekendy.
- 10 kwietnia oraz 11 kwietnia 2010 wydanie specjalne Faktów nadawane było sprzed pałacu prezydenckiego, w związku z katastrofą polskiego samolotu pod Smoleńskiem. Długość Faktów TVN w tych dniach wynosiła godzinę. Wydania te nadawane były jednocześnie na antenie TVN, TVN24, TVN7, TVN Turbo, TVN Style, TVN CNBC Biznes oraz Mango 24.
- między 11 kwietnia a 16 kwietnia 2010 wydania specjalne Faktów ze studia prowadzone były na stojąco z podestu przy telebimie, bez dynamicznych lotów kamerowych. Studio było podobnie jak na TVN24 całkowicie zaciemnione, oświetlenie było skupione jedynie na prowadzącym.
- 18 maja – 21 maja 2010 wydania w związku z zagrożeniem powodziowym i powodzią prowadzone były albo z miejsc związanych z powodzią albo ze studia sprzed ekranu tylnoprojekcyjnego. Na ekranie wyświetlano obraz ze śmigłowca zalanych terenów i łączenia z reporterami. Przed czołówką i po programie również zdjęcia zalanych miejscowości.
- 15 czerwca 2011 na antenie TVN zadebiutowały Fakty w panoramicznym formacie telewizyjnym 16:9, zmieniono również wygląd grafiki ekranowej, pojawiły się pomarańczowe akcenty, zmieniono wygląd belek z nazwiskami, gdzie jednolity granat zastąpił gradient jasnoniebieski.
- 1 lipca 2011 Fakty, w związku z objęciem przez Polskę prezydencji w Unii Europejskiej, zostały wyemitowane po raz pierwszy w historii ze studia wirtualnego. Również po raz pierwszy w dziejach ogólnopolskich dzienników telewizyjnych prowadzący Kamil Durczok, przeprowadził, na żywo rozmowę z Krzysztofem Skórzyńskim znajdującym się w Brukseli, przy pomocy techniki podobnej holograficznej.
- 9 października 2011 główne wydanie Faktów zostało wyemitowane także na antenie TVN24. Prowadził je Kamil Durczok.
- Od 4 lutego 2012 Fakty w weekendy nie są już prowadzone w parach.
- 22 kwietnia 2012 Beata Tadla po raz ostatni poprowadziła Fakty.
- 3 października 2012 nastąpiła największa w historii metamorfoza Faktów od 2004 roku. Zmieniła się oprawa graficzna i muzyczna oraz studio. Grafika została zaprojektowana przez wewnętrzny zespół, a muzykę skomponował Andrzej Smolik[18]. W nowym studiu został zamontowany wielki, zaokrąglony telebim. Zostały zlikwidowane podesty, na których stały kamery. Dzięki temu, studio wydaje się większe i programy można kadrować z każdego miejsca. Nowe studio jest wspólnym newsroomem Faktów i TVN24. Zmiany dotknęły również nadawane w TVN24 Fakty po południu i Fakty po Faktach, które przeniosły się do głównego studia.
- 3 października 2013 uruchomiono w Internecie nowy portal Faktów TVN.
- 1 grudnia 2013 główne wydanie Faktów ponownie zostało wyemitowane na antenie TVN24.
- 1 maja 2014 pierwszy raz wyemitowano główne wydanie Faktów na kanale TVN24 BiS.
- 22 czerwca 2014 uruchomiono aplikację mobilną Faktów TVN.
- 23 października 2014 w wyniku wybuchu gazu w jednej z katowickich kamienic zginął Dariusz Kmiecik, śląski reporter Faktów TVN pracujący w tej roli od 2006 roku. Wraz z nim zginęła jego żona Brygida Frosztęga-Kmiecik, dziennikarka TVP Katowice i ich 2-letni syn Remigiusz.
- 1 stycznia 2015 po prawie 9 latach przerwy główne wydanie Faktów TVN powróciło na antenę TVN24 i od tego momentu Fakty są emitowane równolegle w trzech stacjach: TVN, TVN24 i TVN24 BiS.
- 10 marca 2015 z TVN w atmosferze skandalu odszedł redaktor naczelny i prowadzący Fakty od 1 maja 2006 do 5 lutego 2015 Kamil Durczok.
- 16 marca 2015 redaktorem naczelnym Faktów TVN został Adam Pieczyński, szef stacji TVN24 i TVN24 BiS.
- 1 czerwca 2015 zadebiutował program Fakty z zagranicy na kanale TVN24 BiS. Emitowany jest od poniedziałku do piątku o 19:55, prowadzą Jolanta Pieńkowska i Piotr Kraśko.
- 6 lipca 2015 zrezygnowano z równoległej transmisji na kanale TVN24[16].
- 7 września 2015 doszło do liftingu oprawy Faktów. Od tego dnia Fakty nie mają zwyczajnej czołówki, jedynie logo programu pojawia się na videowallu w studiu. Po forszpanie pojawia się lot kamerowy, oddalający się od prezentera i pokazujący całe studio. Zmodyfikowano również zakończenie – zamiast widoku na studio z korytarza MBC jest widok z góry studia na stół prezenterski i videowall z widocznym w tle stołem Faktów po Faktach.
- Od 9 kwietnia 2016 Fakty po południu nadawane są również w weekendy[19].
- 30 maja 2016 zadebiutowały Fakty w południe, emitowane w dni powszednie o godzinie 12:00 na antenie TVN24[20].
- 26 sierpnia 2017 zmarł Grzegorz Miecugow, jeden z twórców Faktów.
- 23 grudnia 2017 po raz pierwszy Fakty prowadziła Diana Rudnik.
- W czerwcu 2020 Justyna Pochanke zrezygnowała z prowadzenia Faktów.
- 22 lipca 2020 po raz pierwszy Fakty prowadził Piotr Kraśko.
- 10 lutego 2021 po raz pierwszy w historii nie wyemitowano głównego wydania programu[21]. Było to spowodowane protestem niezależnych mediów w ramach akcji „Media bez wyboru”.
- 16 listopada 2021 zmarł Kamil Durczok, redaktor naczelny Faktów w latach 2006–2015 oraz prowadzący[22].
- 13 grudnia 2022 zmarł Mariusz Walter, założyciel telewizji TVN, od 1 stycznia 2013 do 2018 honorowy prezes Grupy ITI.
- 14 kwietnia 2025 Fakty zyskały nowe studio.

### Studio
Początkowo Fakty były realizowane w studiu mieszczącym się w budynku TVN przy ulicy Augustówka 3 w Warszawie. Od 6 września 2004 studio zostało przeniesione do budynku MBC – nowej siedziby grupy ITI, przy ul. Wiertniczej 166 w Warszawie. Studio zajmuje 2 poziomy budynku i po remoncie w 2012 roku jest wyposażone m.in. w kamerę poruszającą się na zamontowanych pod sufitem szynach czy dużą ścianę ekranów tylno projekcyjnych mającą 17 metrów szerokości i rozdzielczość 10240 × 1440 pikseli. Ekrany sprowadzone zostały z Belgii. Studio wraz ze wszystkimi jego elementami dostosowane i obsługiwane jest w formacie HD.
Od 20 maja do 2 października 2012 roku i ponownie od 17 lipca 2024 roku do 13 kwietnia 2025 roku „Fakty” emitowane były ze studia wirtualnego. Było to związane z remontem dotychczasowego studia.
Od 14 kwietnia 2025 roku „Fakty” nadawane są z nowego studia. Wyróżnia go opuszczany stół, ściana ekranów o wymiarach 25 metrów szerokości i 4 metrów wysokości.

### Wydania specjalne
W historii Faktów wielokrotnie dochodziło do prowadzenia programu poza studiem. Wydania te nadawane były z miejsc związanych z najważniejszymi aktualnie wydarzeniami bądź rocznicami. Do najważniejszych tego typu wydań należy zaliczyć:
| Data                                        | Okazja | Miejsce                                             | Prowadzący                                                                                  | Ciekawostki |
| ------------------------------------------- | --- | --------------------------------------------------- | ------------------------------------------------------------------------------------------- | --- |
| 27 września 1998                            | wybory do Bundestagu | Berlin, studio                                      | Tomasz Lis (Berlin, widok na Bramę Brandenburską), Joanna Rusak i Marcin Pawłowski (studio) | – |
| 16 października 1998                        | 20. rocznica pontyfikatu Jana Pawła II | Rzym, studio                                        | Tomasz Lis (Rzym) i Grzegorz Miecugow (studio)                                              | – |
| 12 marca 1999                               | Przystąpienie Polski do NATO. Szczyt NATO w Waszyngtonie | Waszyngton                                          | Tomasz Lis                                                                                  | – |
| 5 czerwca 1999                              | Rozpoczęcie VII pielgrzymki Jana Pawła II do Polski | Sopot                                               | Tomasz Lis                                                                                  | – |
| 11 czerwca 1999                             | Wizyta Jana Pawła II w Warszawie | Warszawa, plac Zamkowy                              | Tomasz Lis                                                                                  | – |
| 15 czerwca 1999                             | Wizyta Jana Pawła II w Krakowie | Kraków                                              | Tomasz Lis                                                                                  | – |
| 18 czerwca 1999                             | Wizyta Jana Pawła II w Wadowicach | Wadowice                                            | Tomasz Lis                                                                                  | – |
| 23 marca 2000                               | Wizyta Jana Pawła II w Jerozolimie | Jerozolima                                          | Tomasz Lis                                                                                  | Marcin Pawłowski odwiedził miejscową Polonię w ramach reportażu do tego wydania |
| 26 marca 2000                               | Wybory prezydenckie w Rosji | Moskwa                                              | Tomasz Lis                                                                                  | – |
| 23 czerwca 2001                             | Rozpoczęcie pielgrzymki Jana Pawła II na Ukrainie, wizyta w Kijowie | Kijów, studio                                       | Tomasz Lis (Ukraina) i Roman Młodkowski (studio)                                            | – |
| 25 czerwca 2001                             | Wizyta Jana Pawła II we Lwowie | Lwów, studio                                        | Tomasz Lis (Ukraina) i Roman Młodkowski (studio)                                            | – |
| 11 września 2001                            | Zamachy terrorystyczne na poprzednie wieże World Trade Center i Pentagon | Nowy Jork, Waszyngton, Arlington (Wirginia), studio | Tomasz Lis                                                                                  | |
| 16–19 sierpnia 2002                         | Ostatnia pielgrzymka Jana Pawła II do Polski. | Kraków                                              | Tomasz Lis                                                                                  | Podczas wydania z 19 sierpnia gościem Tomasza Lisa był o. Maciej Zięba |
| 11 września 2002                            | pierwsza rocznica ataków terrorystycznych na wieże WTC i Pentagon | Nowy Jork                                           | Tomasz Lis                                                                                  | – |
| 21 i 22 września 2002                       | Wybory parlamentarne w Niemczech | Berlin, plac Republiki (sprzed Reichstagu)          | Tomasz Lis                                                                                  | – |
| 21 i 22 listopada 2002                      | Szczyt NATO w Pradze | Praga                                               | Tomasz Lis                                                                                  | – |
| 12 i 13 grudnia 2002                        | Szczyt państw członkowskich Unii Europejskiej w Kopenhadze, zakończenie negocjacji z Polską, Cyprem, Czechami, Estonią, Litwą, Łotwą, Maltą, Słowenią, Słowacją i Węgrami w sprawie przyjęcia tych państw do Wspólnoty | Kopenhaga                                           | Tomasz Lis                                                                                  | Na koniec wydania zamiast motywu końcowego odegrano Odę do radości. Łączono się m.in.: z Grzegorzem Kajdanowiczem i Tomaszem Sekielskim. |
| 1 września 2003                             | wydanie z Bagdadu związane z planowanym przejęciem przez polski kontyngent wojskowy rejonu środkowego Iraku (w związku z rocznicą wybuchu II wojny światowej przesunięte na 3 września)                                | Bagdad, studio                                      | Tomasz Lis (Bagdad) i Marcin Pawłowski (studio)                                             | Łączono się m.in.: z Tomaszem Sekielskim (znajdującym się w Bazie Babilon) i Maciejem Worochem (znajdującym się w An-Nadżafie). |
| 3 września 2003                             | wydanie z Bazy Babilon, miejsca stacjonowania Polskiego wojska w Iraku | studio, Baza Babilon                                | Tomasz Lis (Baza Babilon) i Marcin Pawłowski (studio)                                       | Gościem Tomasza Lisa był minister obrony narodowej Jerzy Szmajdziński. Łączono się m.in.: z Maciejem Worochem (znajdującym się w Bagdadzie) |
| 11 września 2003                            | Pielgrzymka Jana Pawła II na Słowację | Bratysława                                          | Tomasz Lis                                                                                  | gościem Tomasza Lisa był o. Maciej Zięba |
| 1 kwietnia 2005                             | Kryzys zdrowia Jana Pawła II. Specjalne trzygodzinne wydanie | studio, Rzym                                        | Justyna Pochanke (studio), Bogdan Rymanowski (Rzym)                                         | – |
| 3 kwietnia 2005                             | Śmierć papieża Jana Pawła II | studio, Rzym                                        | Justyna Pochanke (studio), Bogdan Rymanowski (Rzym)                                         | Wydanie rozpoczęło się nietypową czołówką przedstawiającą katedrę na Wawelu, modlących się Polaków w Szczecinie (Jasne Błonia) i Warszawie (pl. Piłsudskiego), ciało Ojca Świętego wyniesione na katakumbach w bazylice św. Piotra oraz logo Faktów na czarnym tle, pokazane na ekranie tylnoprojekcyjnym. Całość wypełniało bicie dzwonu Zygmunt. |
| 8 kwietnia 2005                             | Pogrzeb Jana Pawła II | Rzym, Kraków                                        | Bogdan Rymanowski (Rzym), Justyna Pochanke (Kraków, sprzed okna papieskiego)                | Po programie Krzysztof Kolberger odczytał testament Ojca Świętego. Według TNS OBOP widownia ośmiominutowego wydania Faktów wynosiła 5 128 000 widzów. |
| 27 maja 2006                                | Trzeci dzień wizyty Benedykta XVI w Polsce | Kraków                                              | Kamil Durczok                                                                               | – |
| 28 maja 2006                                | Ostatni dzień wizyty papieża w Polsce. Pożegnanie Benedykta XVI | Kraków-Balice                                       | Kamil Durczok                                                                               | – |
| 22 listopada 2006                           | Katastrofa górnicza w kopalni „Halemba” | Ruda Śląska, studio                                 | Kamil Durczok (Ruda Śląska), Justyna Pochanke (studio)                                      | – |
| 22 maja 2007                                | wydanie częściowo z Afganistanu poświęcone misji polskich żołnierzy tam stacjonujących | Afganistan, studio                                  | Kamil Durczok, Grzegorz Kajdanowicz                                                         | – |
| 3 listopada, 4 listopada i 5 listopada 2008 | Wybory prezydenckie w Stanach Zjednoczonych w 2008 roku | Waszyngton                                          | Kamil Durczok                                                                               | – |
| 5 kwietnia 2009                             | Szczyt Unia Europejska – Stany Zjednoczone | Praga                                               | Kamil Durczok                                                                               | – |
| 13 kwietnia 2009                            | Pożar hotelu socjalnego w Kamieniu Pomorskim | Kamień Pomorski                                     | Kamil Durczok                                                                               | – |
| 4 czerwca 2009                              | 20. rocznica wyborów w 1989 | Stocznia Gdańska                                    | Justyna Pochanke                                                                            | – |
| 31 sierpnia 2009                            | rocznica podpisania porozumienia w Stoczni Gdańskiej w 1980, a także w przeddzień obchodów wybuchu II wojny światowej                                                                                                  | pod pomnikiem Obrońców Wybrzeża                     | Justyna Pochanke                                                                            | – |
| 1 września 2009                             | rocznica wybuchu II wojny światowej | Gdańsk                                              | Kamil Durczok                                                                               | – |
| 27 września 2009                            | wybory do Bundestagu | Berlin                                              | Kamil Durczok                                                                               | – |
| 2 kwietnia 2010                             | 5. rocznica śmierci Jana Pawła II | Rzym                                                | Kamil Durczok                                                                               | – |
| 11 kwietnia 2010                            | dzień po katastrofie rządowego samolotu | przed Pałacem Prezydenckim                          | Kamil Durczok                                                                               | Łączono się z Andrzejem Zauchą (ze Smoleńska) i Pawłem Płuską (z Moskwy). |
| 13 kwietnia i 17 kwietnia 2010              | w związku z katastrofą rządowego samolotu | przed Pałacem Prezydenckim                          | Justyna Pochanke                                                                            | – |
| 18 kwietnia 2010                            | pogrzeb i pochówek Lecha i Marii Kaczyńskich | Kraków                                              | Kamil Durczok                                                                               | – |
| 18 maja 2010                                | obfite opady deszczu na południu Polski | Czechowice-Dziedzice                                | Kamil Durczok                                                                               | Łączono się z Renatą Kijowską (znajdującą się w Krakowie), Dariuszem Kmiecikiem (sprzed zapory wodnej na Jeziorze Goczałkowickim) i Jarosławem Kostkowskim (znajdującym się we wsi Bierawa w woj. opolskim). |
| 19 maja 2010                                | powodzie na południu Polski | Kraków                                              | Kamil Durczok                                                                               | Łączono się z Jackiem Gasińskim (znajdującym się w Sandomierzu), Renatą Kijowską (z Krakowa), Dariuszem Kmiecikiem (z Oświęcimia) i Jarosławem Kostkowskim (znajdującym się w Kędzierzynie-Koźlu). |
| 20 maja 2010                                | dalszy ciąg powodzi w Polsce | Brama Opatowska w Sandomierzu                       | Kamil Durczok                                                                               | Łączono się z Jakubem Sobieniowskim (sprzed kancelarii premiera), Dariuszem Prosieckim (z Sandomierza), Pawłem Płuską (z Kłody pod Kozienicami), Jarosławem Kostkowskim (z Brzegu pod Opolem) i Krzysztofem Skórzyńskim (z Warszawy). |
| 21 maja 2010                                | poziom wody w Wiśle w Warszawie przekroczył stan alarmowy | Warszawa                                            | Grzegorz Kajdanowicz                                                                        | Łączono się z Krzysztofem Skórzyńskim (z Warszawy) i Renatą Kijowską (z Proszówek pod Bochnią). |
| 31 sierpnia 2010                            | 30. rocznica porozumień sierpniowych | Stocznia Gdańska                                    | Kamil Durczok                                                                               | – |
| 10 kwietnia 2011                            | pierwsza rocznica katastrofy prezydenckiego samolotu TU-154 pod Smoleńskiem | Smoleńsk                                            | Kamil Durczok                                                                               | Łączono się z Katarzyną Kolendą-Zaleską, Pawłem Płuską (znajdującymi się w Warszawie) oraz Jakubem Sobieniowskim i Andrzejem Zauchą (znajdującymi się w Smoleńsku). |
| 1 maja 2011                                 | beatyfikacja Jana Pawła II | Rzym                                                | Kamil Durczok                                                                               | Łączono się z Katarzyną Kolendą-Zaleską (sprzed Via della Conciliazione), Renatą Kijowską (sprzed okna papieskiego w Krakowie), Anną Czerwińską (znajdującą się na placu Świętego Piotra) i Jakubem Sobieniowskim. |
| 11 września 2011                            | 10. rocznica zamachów z 11 września | Nowy Jork                                           | Kamil Durczok                                                                               | Łączono się z Jakubem Sobieniowskim (sprzed Strefy Zero), Marcinem Wroną i Katarzyną Sławińską (sprzed Pentagonu). |
| 7 października 2011                         | zbliżające się wybory parlamentarne | Łowicz                                              | Kamil Durczok                                                                               | Łączono się z Katarzyną Kolendą-Zaleską, Jakubem Sobieniowskim (znajdującymi się w Warszawie), Dariuszem Prosieckim (znajdującym się w Olecku), Pawłem Płuską (znajdującym się w Płocku) i Krzysztofem Skórzyńskim (znajdującym się w Zielonej Górze).                                                                                             |
| 8 czerwca 2012                              | mecz otwarcia Euro 2012 | Warszawa                                            | Kamil Durczok                                                                               | Łączono się z Jakubem Sobieniowskim (sprzed Stadionu Narodowego) i Dariuszem Prosieckim (znajdującym się w Legionowie). |
| 16 czerwca 2012                             | mecz o wszystko – Polska – Czechy – Euro 2012 | Wrocław                                             | Anita Werner                                                                                | Łączono się z Jakubem Sobieniowskim (sprzed Stadionu Wrocław) i Jarosławem Kostkowskim (znajdującym się w Pradze). |
| 22 czerwca 2012                             | mecz 1/4 finału – Niemcy – Grecja – Euro 2012 | Gdańsk                                              | Kamil Durczok                                                                               | Łączono się z Janem Błaszkowskim (sprzed dzisiejszego Stadionu Energa) i Krzysztofem Skórzyńskim (sprzed Strefy Kibica na placu Defilad w Warszawie). |
| 28 czerwca 2012                             | ostatni mecz Euro 2012 w Polsce | Warszawa                                            | Justyna Pochanke                                                                            | Łączono się z Jakubem Sobieniowskim (sprzed Stadionu Narodowego). |
| 12 marca 2013                               | Początek konklawe | Watykan                                             | Kamil Durczok                                                                               | Łączono się z Katarzyną Kolendą-Zaleską i Krzysztofem Skórzyńskim (znajdującymi się w Watykanie) |
| 13 marca 2013                               | Zakończenie konklawe. Biały dym pojawił się o godz. 19:06. Wybór nowego papieża Franciszka | studio, Rzym                                        | Justyna Pochanke (studio), Kamil Durczok (Rzym)                                             | Łączono się z Katarzyną Kolendą-Zaleską, Krzysztofem Skórzyńskim (znajdującymi się w Watykanie) i Maciejem Worochem (znajdującym się w Buenos Aires) |
| 22 września 2013                            | wybory do Bundestagu | Berlin, plac Republiki (sprzed Reichstagu)          | Kamil Durczok                                                                               | Łączono się z Anną Czerwińską i Janem Błaszkowskim (znajdującym się w sztabie CDU) |
| 1 grudnia 2013                              | Euromajdan | Kijów                                               | Kamil Durczok                                                                               | Łączono się z Andrzejem Zauchą (znajdującym się w Kijowie), Jakubem Sobieniowskim (sprzed Pałacu Prezydenckiego w Warszawie) i Pawłem Płuską (znajdującym się w Warszawie) |
| 24 grudnia 2013                             | ostatnia Wigilia polskiej misji w Afganistanie | Ghazni                                              | Kamil Durczok                                                                               | Łączono się z Dariuszem Prosieckim (znajdującym się w bazie Ghazni) i Maciejem Worochem (znajdującym się w Kabulu). |
| 27 kwietnia 2014                            | Kanonizacja Jana Pawła II i Jana XXIII | Watykan                                             | Kamil Durczok                                                                               | – |
| 3 czerwca 2014                              | Pierwszy dzień wizyty prezydenta USA Baracka Obamy w Polsce w związku z obchodami 25. rocznicy wyborów czerwcowych z 1989 r.                                                                                           | Warszawa                                            | Kamil Durczok                                                                               | – |
| 30 lipca 2016                               | Światowe Dni Młodzieży w Polsce oraz wizyta apostolska papieża Franciszka | Kraków                                              | Grzegorz Kajdanowicz                                                                        | – |
| 4 czerwca 2019                              | 30. rocznica częściowo wolnych wyborów do Sejmu i całkowicie wolnych do Senatu w 1989 r. | Gdańsk, Europejskie Centrum Solidarności            | Justyna Pochanke                                                                            | – |

### Czołówki
| Lata                                  | Opis |
| ------------------------------------- | --- |
| 3 października 1997 - 22 czerwca 2001 | Białe kulki pędzące przez niebieskie tło, na końcu tworzące kulę ziemską, która zamienia się w logo TVN z napisem „Fakty”. |
| 23 czerwca 2001 - 5 września 2004     | Przesuwające się obrazy na tle kuli ziemskiej i pojawiający się napis „Fakty”. Muzyka z czołówki 1997-2001. |
| 6 września 2004 - 2 października 2012 | Widok Warszawy ułożony z niebieskich kropek, po chwili są latające kropki, walce i ścianki z kwadratów. Po chwili pojawia się mapa świata z kropek i ukazuje się na niej napis „Fakty” z kropek (obok tego napisu małe białe logo TVN). |
| 3 października 2012 - 6 września 2015 | Bardzo łagodna czołówka. Na początku widok na studio z zegarem na ścianie wideo, potem na białym tle posłaniają się białe paski, pojawia się niebieska mapa świata, żółte pierścienie (które na końcu znikają), oraz z białych pasków tworzy się napis „Fakty” (podobny do napisu z poprzedniej czołówki) z białą kreską pod napisem (po prawej stronie tej kreski żółty napis TVN pisany małymi literami). Animacja szybko znika, a na wideowallu zegar zamienia się w logo Faktów. W czasie czołówki lektor mówi: Minęła dziewiętnasta. Na Fakty zaprasza (imię i nazwisko osoby prowadzącej dane wydanie Faktów). Od 5 października 2012 bez forszpanu. |
| 7 września 2015 - 13 kwietnia 2025    | Zmodyfikowana poprzednia czołówka. Na początku widok na studio z zegarem na ścianie wideo (zmieniono ujęcie – jest to widok na ścianę wideo z boku, przy podeście), potem na telebimie pojawia się logo (takie jak w poprzedniej czołówce). Kamera odjeżdża ku stołowi prezenterskiemu, a na ścianie wideo pojawiają się najważniejsze tematy dnia. Na końcu czołówki następuje zbliżenie na prezentera, a na telebimie zostaje temat poruszony w programie jako pierwszy. Lektor z poprzedniej czołówki został zachowany, podobnie jak oprawa muzyczna. |
| od 14 kwietnia 2025                   | Czołówka podobna do poprzedniej. Na początku widok na studio z zegarem na ścianie wideo (zmieniono ujęcie – jest to widok na ścianę wideo z daleka, a nie jak dotychczas z boku, przy podeście), potem przy stole prezenterskim pojawiają się niebieskie kulki tworzące obrys Ziemi i napis „Fakty” (podobny do napisu z poprzednich czołówek) z logiem TVN po prawej stronie, a w mniejszych kulkach pojawiają się najważniejsze tematy dnia. Na końcu czołówki następuje zbliżenie na prezentera, a na telebimie pojawiają się tematy dnia - później zostaje tylko ten, który zostanie poruszony w programie jako pierwszy. Lektor z poprzedniej czołówki został zachowany, podobnie jak oprawa muzyczna. Zmieniono za to sposób przedstawiania prowadzącego - przed czołówką lektor podaje godzinę rozpoczęcia programu, a dopiero po czołówce przedstawia prowadzącego. |

## Nagrody
W marcu 2017 Fakty TVN zostały uznane za „program informacyjny roku” przez organizatorów XVII Sympozjum Świata Telekomunikacji i Mediów.

## Kontrowersje
Politycy partii politycznej Prawo i Sprawiedliwość oraz dziennikarze i publicyści o poglądach konserwatywnych od lat 2000. zarzucają programowi podobnie jak stacji TVN24 stronniczość, manipulację i sprzyjanie politykom i działaczom Platformy Obywatelskiej, Polskiego Stronnictwa Ludowego, Nowoczesnej oraz Komitetu Obrony Demokracji.
W październiku 2015 Telewizja Republika i ówczesna dyrektor biura prasowego prezydenta Andrzeja Dudy Katarzyna Adamiak-Sroczyńska w rozmowie z portalem internetowym niezalezna.pl zarzuciły programowi manipulację jej wypowiedzią dla ostatniego wtedy wydania programu w materiale dotyczącym zaginionych przedmiotów z kancelarii prezydenta Bronisława Komorowskiego. Według analizy medioznawców zleconej przez Krajową Radę Radiofonii i Telewizji z kwietnia 2016 roku w materiałach „Faktów” TVN brakuje neutralności prezentowanego stanowiska – widoczna podejrzliwość, a nawet niechęć do polityków i partii rządzącej Prawo i Sprawiedliwość oraz prezentowanie obrazu państwa i jego instytucji jako niewydolnych i nieudolnie rządzonych, zaś przedstawiciele obozu władzy często są przedstawiani w negatywnym świetle jako osoby niegodne, nierzetelne i nie zawsze o czystych intencjach. 17 kwietnia 2019 politycy ówczesnej koalicji wyborczej i późniejszej federacyjnej partii politycznej Konfederacja w skład, której wchodzą m.in. partie polityczne KORWiN i Ruch Narodowy złożyli pozew do sądu przeciw programowi na materiał autorstwa Katarzyny Kolendy-Zaleskiej z 16 kwietnia 2019 dotyczący rejestracji komitetów w wyborach do Parlamentu Europejskiego, w którym pominięta została informacja o tym, że rejestracji w całym kraju dokonała oprócz Prawa i Sprawiedliwości, Koalicji Europejskiej, Wiosny Roberta Biedronia, Kukiz’15 i Lewicy Razem także Konfederacja KORWIN Liroy Braun Narodowcy. 17 kwietnia 2019 Sąd Okręgowy w Warszawie nakazał TVN-owi publikację w głównym wydaniu „Faktów” sprostowania materiału autorstwa Katarzyny Kolendy-Zaleskiej, ale 10 maja 2019 Sąd Apelacyjny po odwołaniu się nadawcy programu zmienił decyzję Sądu Okręgowego i oddalił pozew partii Konfederacja przeciwko stacji. W głównym wydaniu z kwietnia 2020, w odpowiedzi na materiał z „Faktów” krytykujący wizytę Jarosława Kaczyńskiego w 10. rocznicę katastrofy smoleńskiej na warszawskich Powązkach, w którym pojawiły się zarzuty o naruszenie przepisów epidemiologicznych wprowadzonych na czas pandemii COVID-19, „Wiadomości” TVP1 skrytykowały stację TVN, powołując się na ich związki ze służbami PRL oraz krytykując jej szefa Edwarda Miszczaka i dziennikarkę Justynę Pochanke. Do KRRiT wpłynęły skargi na „Wiadomości” wskazujące na brak rzetelności i bezstronności w tym materiale. 17 kwietnia 2020 „Fakty” TVN wydały oświadczenie, w którym zarzuciły „Wiadomościom” „kłamstwa” oraz „uzależnienie od polityków”.